# Il giudice e la minorenne
Il giudice e la minorenne è un film del 1974 diretto da Franco Nucci. 
La pellicola, di genere drammatico a sfondo erotico, sceneggiata dallo stesso regista, è stata distribuita nelle sale cinematografiche italiane il 14 agosto 1974.

## Trama
Milano. Marco Serra, un giudice di mezza età, vive con la moglie Laura e la figlia adolescente Mirella. L'uomo si sta occupando di un caso di violenza sessuale da parte di un certo Mariani, un idraulico, su Annetta Rossi, una ragazzina minorenne.
L'idraulico accusato dello stupro però si difende affermando di non aver preso affatto l'iniziativa, ma sostiene che è stata proprio la ragazzina a provocarlo in modo esplicito, pretendendo poi una grossa somma di denaro in cambio della prestazione: al suo rifiuto, la ragazzina lo avrebbe quindi denunciato per vendicarsi. Il giudice Serra  rimane incredulo e disgustato.
Con ancora in testa le parole di Mariani, Serra torna a casa ed ha subito modo di accorgersi dell'effettiva depravazione dilagante nelle giovani ragazze: infatti Cinzia, una compagna di scuola di sua figlia Mirella, tenta un approccio sessuale proprio con lui. La stessa situazione si ripete poco tempo dopo con Annetta Rossi, la presunta vittima della violenza sessuale.
Fortemente amareggiato, Serra viene anche a sapere che sua figlia fa parte di un gruppo di ragazze dedite al pestaggio di loro coetanee. Come se ciò non bastasse, scopre che sua moglie Laura lo tradisce da tempo con un pilota d'aerei.
Ormai psicologicamente distrutto, Serra si dirige a bordo della sua autovettura contro quella dell'amante della moglie Laura: nell'impatto entrambi i veicoli esplodono provocando un incendio in cui perdono la vita sia la donna che i due uomini.